# Noah Rod
Noah Rod (* 7. Juni 1996 in La Chaux-de-Fonds) ist ein Schweizer Eishockeyspieler, der seit Juli 2018 erneut beim Genève-Servette HC aus der Schweizer National League unter Vertrag steht und dort auf der Position des rechten Flügelstürmers spielt. Beim NHL Entry Draft 2014 wurde Rod in der zweiten Runde an 53. Position von den San Jose Sharks und damit als zweiter Schweizer ausgewählt. Sein Vater Jean-Luc Rod war ebenfalls ein professioneller Eishockeyspieler.

## Karriere

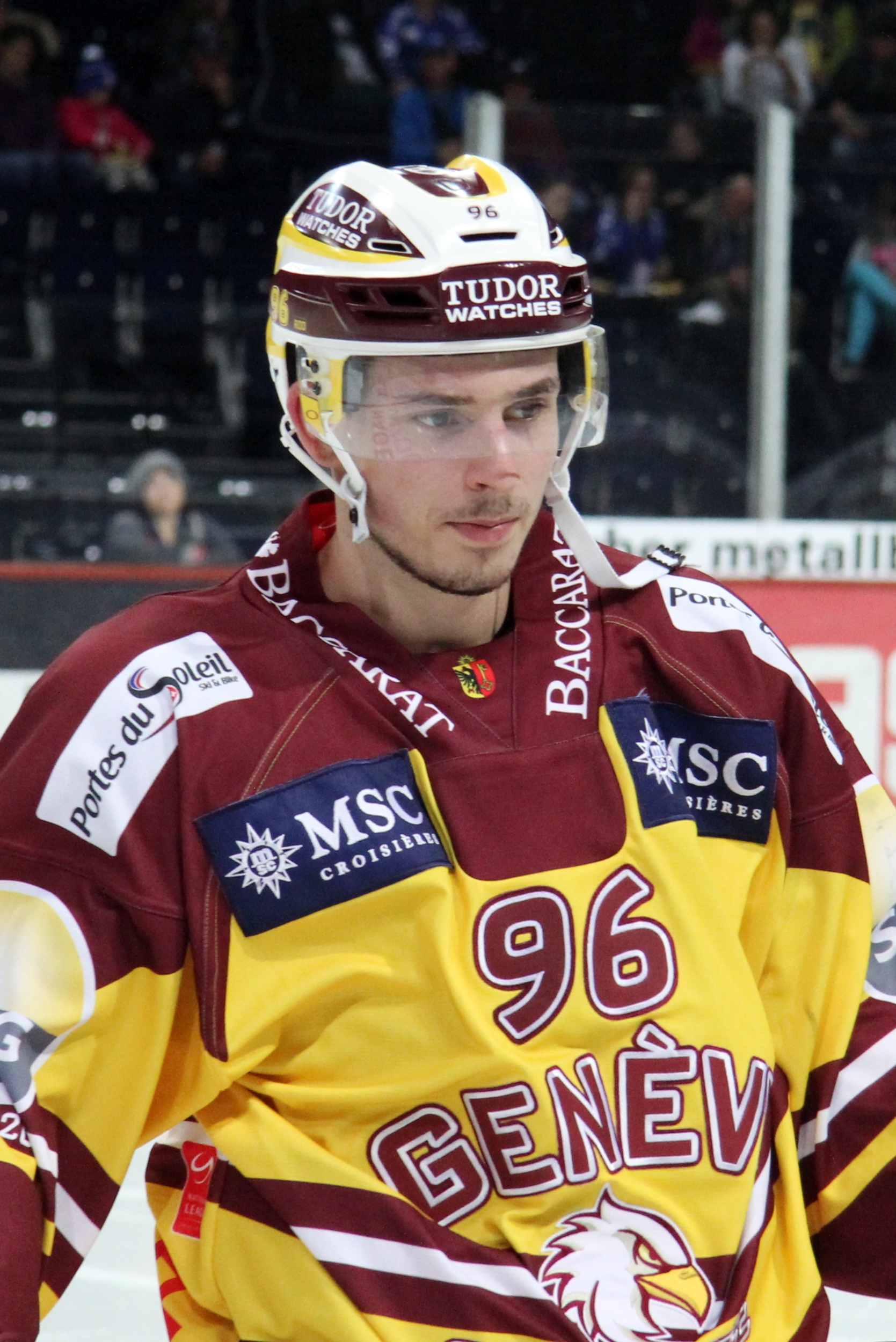
Rod im Trikot des Genève-Servette HC (2014)

Rod begann seine Spielerkarriere in der Jugendabteilung des Forward Morges HC. Von 2008 bis 2011 stand er in Nachwuchsteams des Lausanne HC auf dem Eis. 2011 unterschrieb er beim Genève-Servette HC, mit dem er einen Vertrag bis 2018 hatte. 2013 debütierte er für Servette in der National League A. Im Sommer 2014 erfolgte ein Höhepunkt seiner Karriere, als er von den San Jose Sharks im NHL Entry Draft 2014 ausgewählt wurde.
Nachdem Rod in der NLA-Saison 2016/17 mit Genève-Servette im Viertelfinal der Meisterrunde ausgeschieden war, unterzeichnete er Ende März 2017 einen Vertrag bei den San Jose Sharks. Diese setzten ihn bis zum Saisonende bei ihrem Farmteam, den San Jose Barracuda, in der American Hockey League (AHL) ein, bevor er im September 2017 leihweise zum Genève-Servette HC zurückkehrte. Nach weiteren neun AHL-Einsätzen in der Saison 2017/18 wurde sein Vertrag in San Jose im Sommer 2018 vorzeitig aufgelöst, sodass er fest nach Genf zurückkehrte.
Mit Servette, wo er umgehend zum Mannschaftskapitäne ernannt wurde, gewann er in der Folge im Frühjahr 2023 die Schweizer Meisterschaft und im Jahr darauf die Champions Hockey League. Aufgrund einer im Februar 2024 erlittenen Schulterverletzung fiel Rod die gesamte Saison 2024/25 aus.

### International
International trat Rod erstmals 2013 beim Europäischen Olympischen Jugendfestival im rumänischen Brașov in Erscheinung, als er mit dem Schweizer Team die Bronzemedaille gewann. Später spielte er für die Eidgenossen beim Ivan Hlinka Memorial Tournament 2013 und der U18-Junioren-Weltmeisterschaft 2014, als er die beste Plus/Minus-Bilanz des Turniers aufwies. Weitere Auftritte hatte der Stürmer bei den U20-Junioren-Weltmeisterschaften 2015 und 2016 jeweils in der Top-Division.
Beim Deutschland Cup 2016 stand Rod erstmals im Aufgebot der A-Nationalmannschaft. Sein erstes grosses internationales Turnier absolvierte der Stürmer mit der Weltmeisterschaft 2018, wo er mit der Mannschaft die Silbermedaille gewann. Weitere Auftritte hatte er bei den Weltmeisterschaften der Jahre 2019 und 2021, die die Eidgenossen jeweils ausserhalb der Medaillenränge beendeten.

## Erfolge und Auszeichnungen
- 2023 Schweizer Meister mit dem Genève-Servette HC
- 2024 Champions-Hockey-League-Gewinn mit dem Genève-Servette HC

### International
- 2013 Bronzemedaille beim Europäischen Olympischen Jugendfestival
- 2014 Beste Plus/Minus-Bilanz bei der U18-Junioren-Weltmeisterschaft
- 2018 Silbermedaille bei der Weltmeisterschaft

## Karrierestatistik
Stand: Ende der Saison 2024/25

### International
Vertrat die Schweiz bei:
| - Europäisches Olympisches Winter-Jugendfestival 2013 - Ivan Hlinka Memorial Tournament 2013 - U18-Junioren-Weltmeisterschaft 2014 - U20-Junioren-Weltmeisterschaft 2015 | - U20-Junioren-Weltmeisterschaft 2016 - Weltmeisterschaft 2018 - Weltmeisterschaft 2019 - Weltmeisterschaft 2021 |

(Legende zur Spielerstatistik: Sp oder GP = absolvierte Spiele; T oder G = erzielte Tore; V oder A = erzielte Assists; Pkt oder Pts = erzielte Scorerpunkte; SM oder PIM = erhaltene Strafminuten; +/− = Plus/Minus-Bilanz; PP = erzielte Überzahltore; SH = erzielte Unterzahltore; GW = erzielte Siegtore; 1 Play-downs/Relegation; Kursiv: Statistik nicht vollständig)